# أليكس بلات
أليكس بلات (بالهولندية: Alex Plat)‏ هو لاعب كرة قدم هولندي في مركز الوسط، ولد في 4 فبراير 1998 في Volendam ‏ في هولندا. لعب مع نادي فولندام.

## وصلات خارجية
- أليكس بلات على موقع قاعدة بيانات كرة القدم.إي يو (الإنجليزية)
- أليكس بلات على موقع Soccerway.com (الإنجليزية)